# Phapitreron cinereiceps
La tortora bruna guancescure  o tortora bruna di Tawitawi (Phapitreron cinereiceps Bourns e Worcester, 1894) è un uccello della famiglia dei Columbidi diffuso a Tawi-Tawi, un'isola delle Filippine sud-orientali.